# 松岡恭子
松岡 恭子（まつおか きょうこ、1964年 - ）は、日本の建築家。一級建築士事務所スピングラス・アーキテクツ（Spinglass Architects）主宰。福岡市を拠点に集合住宅を多数手がけつつ、プロダクトから土木建造物まで幅広くデザインしている。2016年11月より、総合不動産会社・大央代表取締役社長。建築の面白さを市民に伝えるNPO法人福岡建築ファウンデーション理事長も務める。2020年6月、西日本鉄道社外取締役へ就任。

## 略歴
福岡市出身。福岡県立修猷館高等学校を経て、1987年、九州大学工学部建築学科卒業。1990年、東京都立大学大学院建築学専攻修士課程修了。1991年、コロンビア大学大学院建築学部修士課程修了。1992年にニューヨークでマツオカ・ワン・アーキテクツを設立。アメリカ合衆国、日本、台湾で活動後、2000年から福岡に拠点を移す。2002年、スピングラス・アーキテクツに改称。2005年、グッドデザイン賞、2008年、福岡県文化賞などを受賞。2007年から2013年まで、東京電機大学未来科学部建築学科准教授。代表作に福岡市大名の商業ビル、新北九州空港連絡橋、アイランドシティ中央公園休憩施設「織物のフォリー」、水上公園「SHIP'S GARDEN」など。2016年11月より家業である不動産会社 株式会社大央 代表取締役社長。

## 受賞歴
- 1992年　SDレビュー、SD賞「Housing for Agoraphobia」
- 2000年　福岡県住宅文化賞貢献賞「パルデ百道」
- 2004年　中国長春南部中心城区発展計画設計競技1等「流緑都市」、福岡県美しいまちづくり賞大賞「247ビル」、福岡県産業デザイン賞優秀賞「ワンストロークテーブルⅡ」
- 2005年　グッドデザイン賞「ワンストロークテーブルⅡ[10]」、日本建築家協会 優秀建築選「247ビル」
- 2006年　土木学会田中賞「新北九州空港連絡橋」[11]、岩崎電気最優秀環境照明賞「新北九州空港連絡橋」、日本建築家協会 優秀建築選「テルツェット」[12]
- 2007年　福岡県美しいまちづくり賞建築賞大賞「テルツェット」、空間デザインコンペティション作品部門佳作「Duo East」、日本建築家協会優秀建築選「織物のフォリー」
- 2008年　日本建築学会 建築九州賞作品賞「カレ スピラル」、福岡県文化賞（奨励部門）
- 2011年　九州建築選 佳作作品「DUO EAST&WEST」[13]
- 2013年　アジア景観デザイン学会景観製品賞「新北九州空港連絡橋」
- 2016年　平成27年照明普及賞「LCA国際小学校」[14]
- 2017年　第29回福岡県美しいまちづくり建築賞 大賞「SHIP'S GARDEN」
- 2017年　第27回福岡市都市景観賞 大賞「SHIP'S GARDEN」[15]
- 2017年　平成28年照明普及賞「SHIP'S GARDEN」[16]
- 2018年　アジア景観デザイン学会学会賞2018 景観作品賞「福岡市水上公園 SHIP'S GARDEN 魅力ある水辺空間」
- 2019年　第31回福岡県美しいまちづくり建築賞 一般社団法人福岡県建築住宅センター理事長賞「ナカイチ」（博多南駅前ビル）[17]

## 作品
- パルデ百道（1998)
- ディーズ フェイス（1998)
- ワンストロークテーブルⅠ(2000)
- 千手川岸ヶ下堰操作室 (2001)
- シーブリーズ大濠（2002)
- 247 Project (2003)
- カレ スピラル (2003)
- テルツェット (2004)
- 中国長春南部中心城区発展計画設計競技 (2004)
- N邸 (2005)
- 織物のフォリー (2005)
- ワンストロークテーブルⅡ (2005)
- IHP (2006)
- 新北九州空港連絡橋 (2006)
- 前原停車場線道路デザイン (2006)
- 是空・難波Ⅱ (2007)
- Duo East (2007)
- OMC (2007)
- Duo West (2008)
- 大央ガーデン (2010)
- 久山のバス停 (2012)
- 接待中心/Reception Center/台湾（2013)
- 住宅大樓/四季真觀/台湾_高雄（2014)
- LCA国際小学校インターナショナルプリスクール（2015）
- La CASA（2015）
- SHIP'S GARDEN（2016）[9]
- 那珂川町 博多南駅ビル「ナカイチ」＜外壁・内部リニューアル＞（2018）
- 行橋市 長井浜公園 クラブハウス棟（2018）
- 西原商会本社ビル（2020）
- STAY玉の湯（2023）

## 著書
- 松岡恭子『街を知る－福岡・建築・アイデンティティー』古小烏舎、2023年12月20日・ISBN 978-4-910036-05-2　C0052